# 사나강

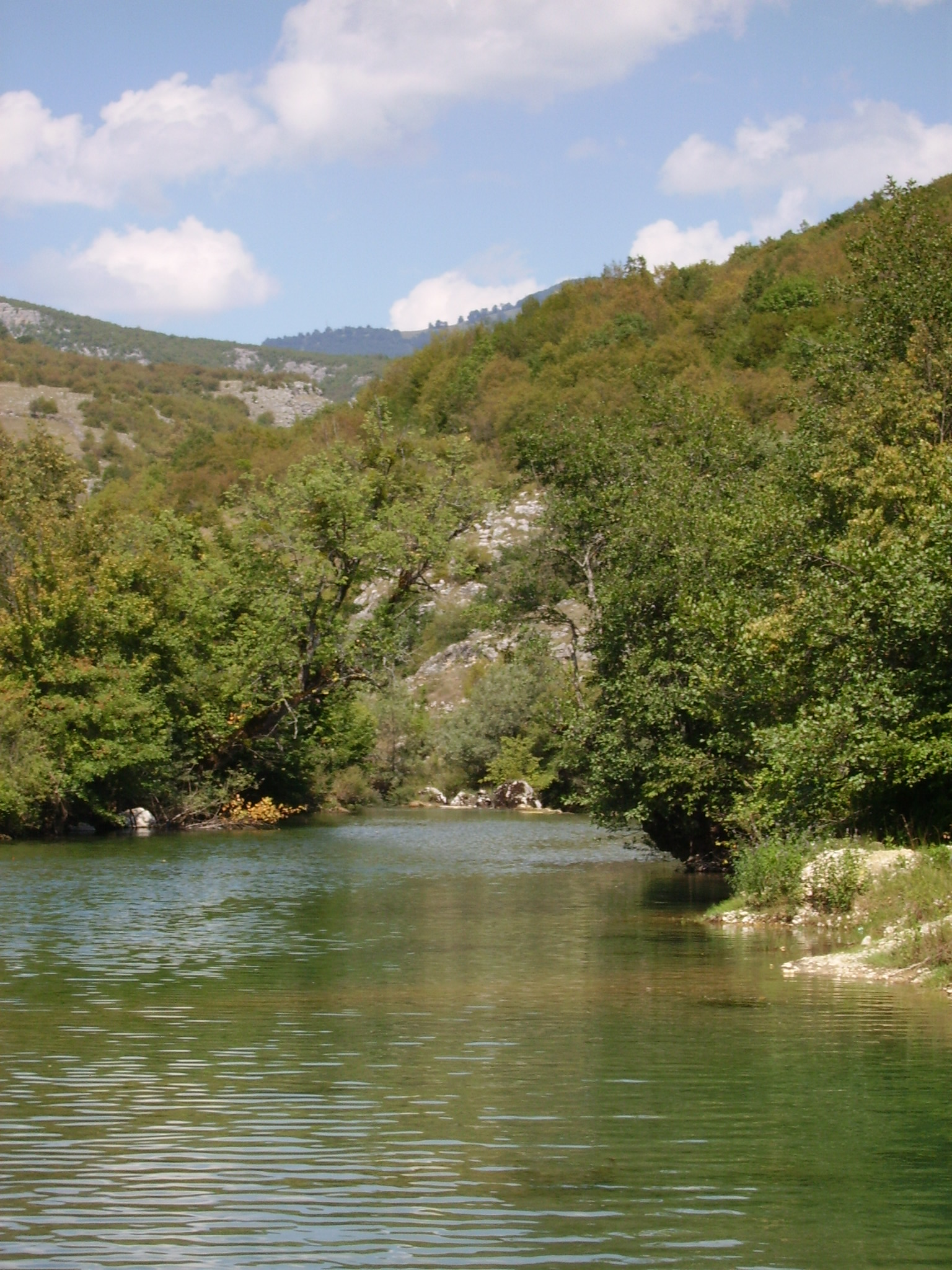
사나강

사나강(Sana)은 보스니아 헤르체고비나를 흐르는 강으로 길이는 146 km이다. 우나강의 지류이며 노비그라드 인근을 흐른다.